# لفظ مجهول
اللفظ المجهول هو اللفظ الذي ليس من مفردات اللغة المعروفة، ولا يوجد إلا في بعض كتب اللغة المحدثة.

## حواش
1. ↑  R. R. K. Hartmann, Gregory James. Dictionary of lexicography - Agnonym نسخة محفوظة 11 مايو 2020 على موقع واي باك مشين.